# Uri Barbash
Uri Barbash (hebreu אורי ברבש; nascut el 24 de desembre de 1946) és un director de cinema israelià.

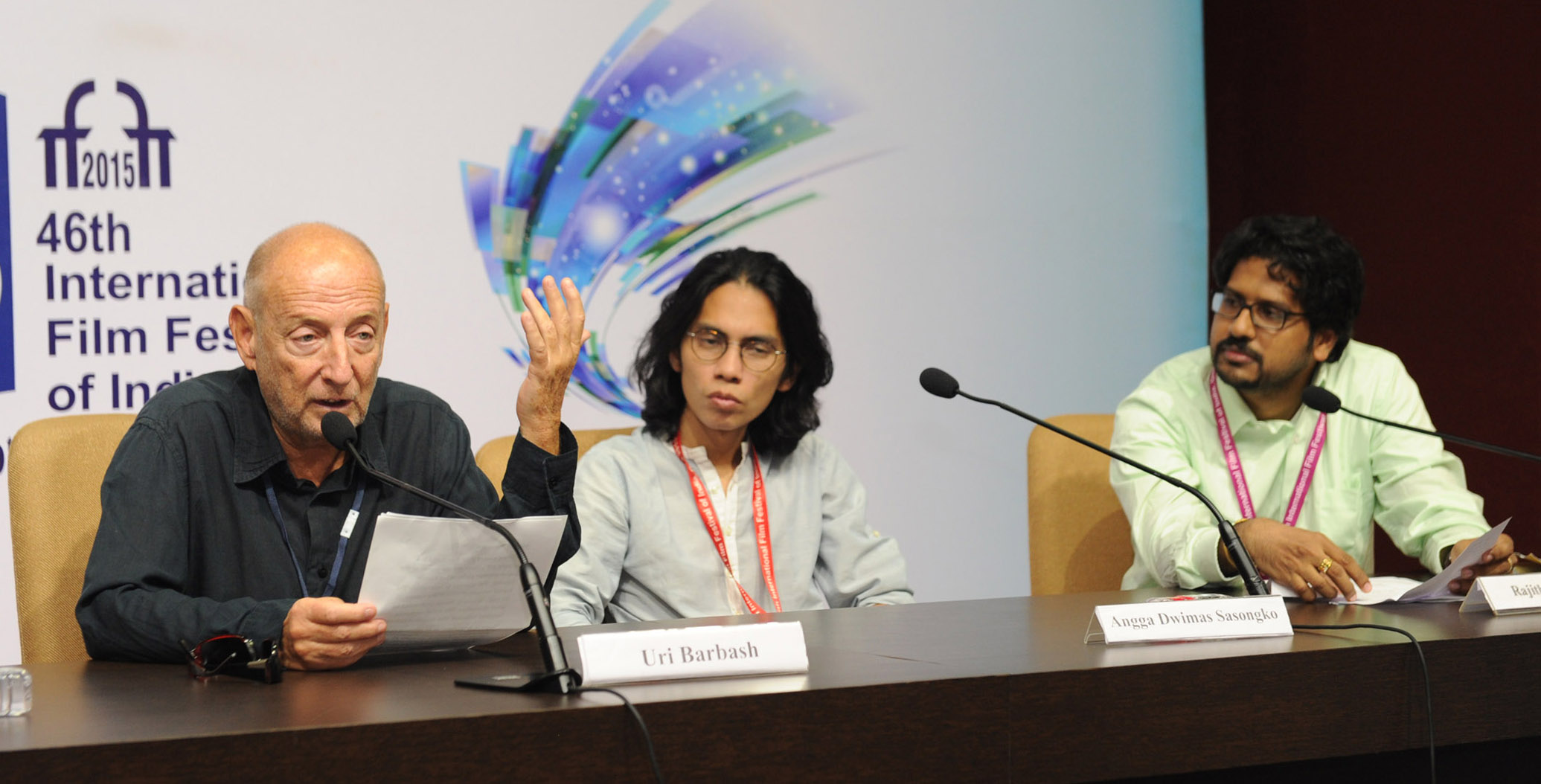
Barbash (esquerra), al IFFI (2015)

El 1984 va dirigir la pel·lícula Me'Ahorei Hasoragim, escrita pel seu germà Benny Barbash i Eran Preis. que va ser nominada a l'Oscar a la millor pel·lícula de parla no anglesa. La pel·lícula tracta sobre una presó superpoblada on els presos jueus i àrabs deixen de banda els seus prejudicis i uneix-te en un pla de fugida agosarat.
La seva pel·lícula Ehad Mishelanu (1989) és un drama israelià sobre un policia militar enviat a investigar els seus antics companys en una unitat de paracaigudistes d'elit acusat de l'assassinat d'un àrab que va matar un membre de la unitat. El guió va ser escrit pel germà del director, Benny Barbash, un activista per la pau i dramaturg.

## Filmografia
- Me'Ahorei Hasoragim (1984)
- Unsettled Land The Dreamers (1987)
- Ehad Mishelanu (1989)
- Real Time (1991)
- Me'Ahorei Hasoragim II (1992)
- Primavera del 41 (2008)
- Black Honey: The Poetry and Life of Avraham Sutzkever (2018)
- The Girl from Oslo (2021)[4]